# Apodaca
Apodaca è una municipalità dello stato del Nuevo León nel Messico settentrionale, il cui capoluogo è la località omonima.
Conta 597.207 abitanti (2015) e ha una estensione di 238,03 km².
Il nome della località è dedicato a Salvador Apodaca y Loreto, arcivescovo di Monterrey nell'Ottocento.